# Johan Sigfrid Sirén

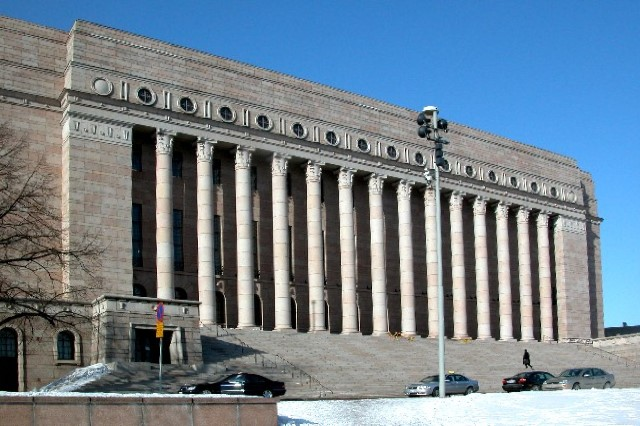
Eduskuntatalo.

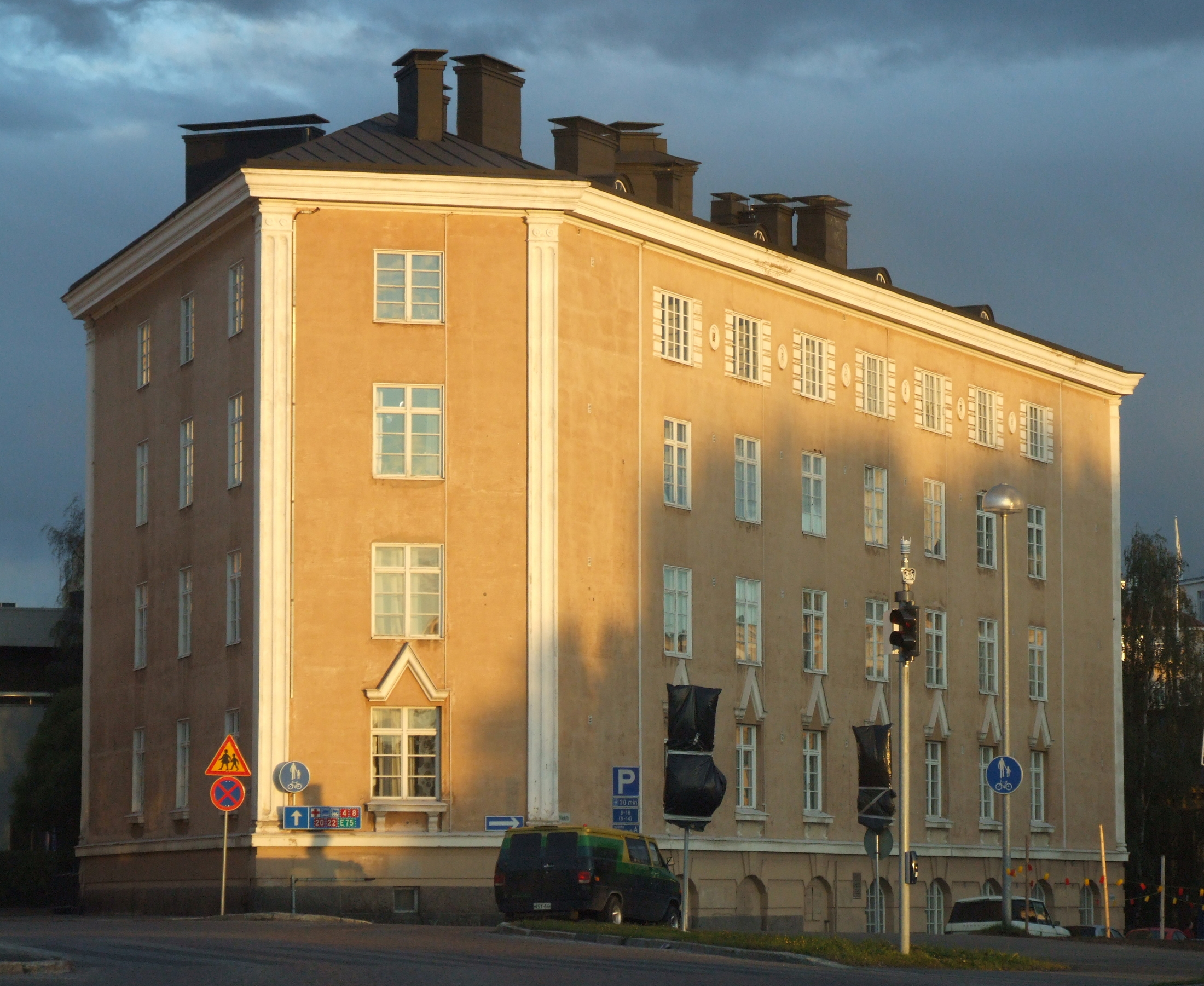
Le triangle, Oulu

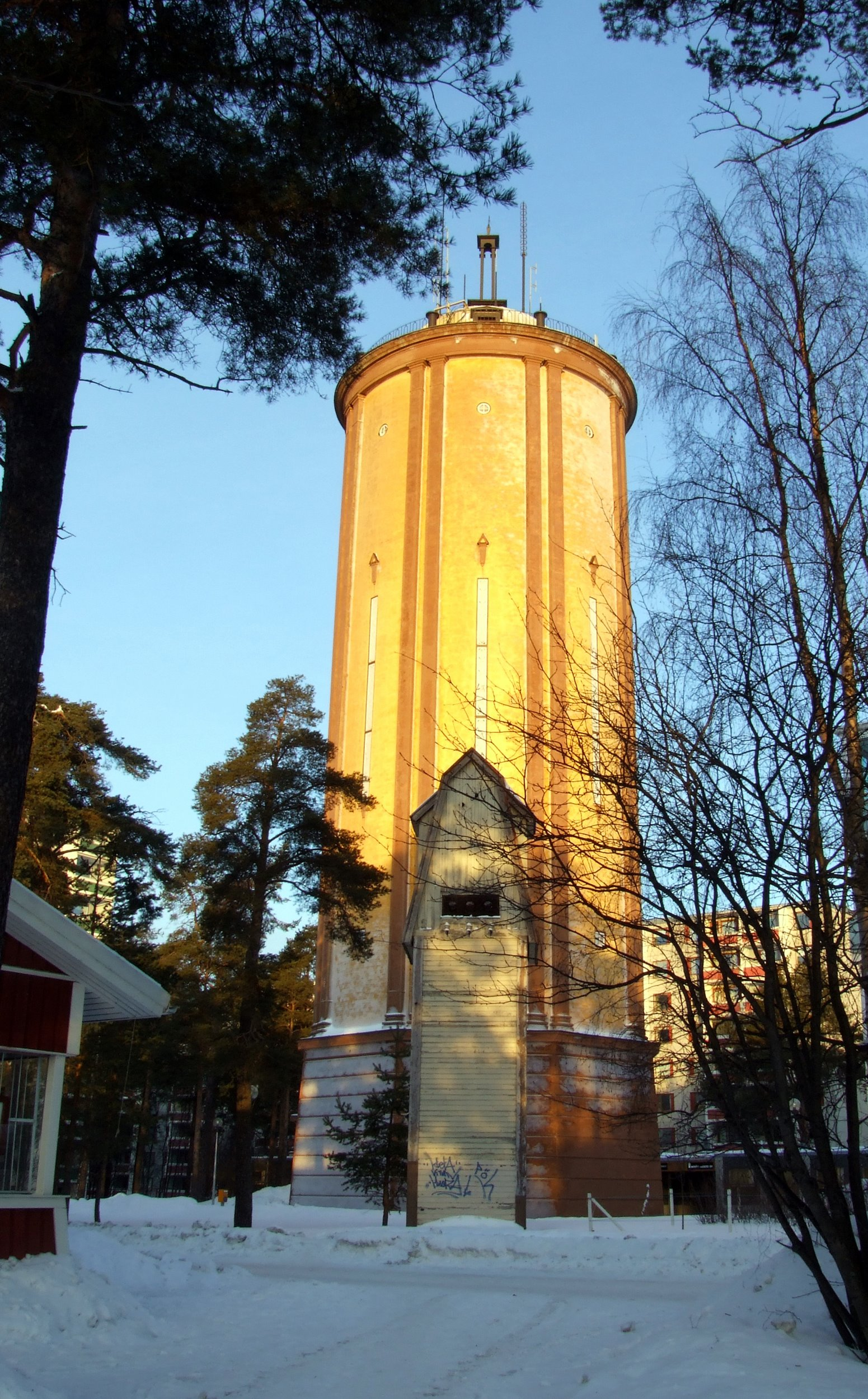
Château d'eau d'Intiö.

Johan Sigfrid Sirén (27 mai 1889, Ylihärmä - 5 mars 1961, Helsinki) est un architecte finlandais.

## Carrière
Johan Sirén étudie au lycée de Vaasa et obtient son baccalauréat en 1907.
Il obtient son diplôme d'architecte en 1913. 
Il est surtout connu pour l'Eduskuntatalo, où siège l'Eduskunta (Parlement finlandais) qui a été terminé l'année de son diplôme.
Il travaille dans plusieurs cabinets d'architecte renommés. 
Lorsque ses employeurs, les frères Ivar et Valter Thomé, sont assassinés pendant la guerre civile finlandaise, il fonde, avec de Kaarlo Borg et Urho August Åberg, le cabinet d'architecte K. Borg, J.S. Sirén & Åberg, qui fonctionnera de 1918 à 1925.
En 1931, Johan Sirén fonde son propre cabinet d'architectes et travaille également comme professeur d'architecture à l'Université technologique d'Helsinki jusqu'en 1957.
Son fils Heikki Siren est également un architecte renommé, comme l'est aussi sa belle-fille Kaija Siren.

## Ouvrage
La liste des ouvrages conçus par Johan Sigfrid Sirén  est la suivante (année de conception entre parenthèses):

### Cabinet d'architectes  K. Borg, J. S. Sirén & U. Åberg
- Immeuble de la société Sanoma, rue Ludviginkatu, Helsinki (1918)
- École de Bemböle, Espoo, 1923 (1923)
- Usine alimentaire, Riihimäki, 1918 (1918)
- Usine de margarine, Hanko, 1920 (1919)
- École de Rytkö, Hyvinkää, (1921)
- Bâtiments agricoles de Fiskars, (1922?)
- Le triangle d'Asunto Oy, Oulu, (1923)
- Laiterie, Seinäjoki, 1923
- Résidence officielle, 29–31, rue Runeberginkatu, Helsinki, 1924 (1923, 1924)
- Grange de l'usine Ahlstrom, Kauttua (1924)
- Château d'eau d'Intiö, Oulu, 1927 (1925)

### Cabinet J. S. Sirén
- Eduskuntatalo, 1926–1931 (1924)
- Êcole primaire de Vuohtomäki, Pyhäjärvi (1926)
- Bâtiment commercial, 42, rue Kasarmikatu, Helsinki (1932)
- Bâtiment commercial Lassila & Tikanoja, 18 Eteläesplanadi, Helsinki, 1935 (1934)
- Bâtiment principal de l’Université d’Helsinki (extension), 1935–1937 (1931)
- Villa d'Ilmari Turja, Kulosaari, Helsinki (1936)
- Sa propre villa ”La Maison Bleue”, Bärosund, 1939 (1938)
- Immeuble de la compagnie d'assurances Varma, Tampere, 1939–1941 (1937)
- Siège de la société Lassila & Tikanoja, Vaasa, 1941 (1937)
- Bureau de la Kansallis-Osake-Pankki, Vaasa, 1941
- Bâtiment d'habitation de la WSOY, Porvoo (1944)
- Cantine de l'atelier, Hyvinkää (1945–1947)
- Laboratoire de chimie de l'université technologique, Helsinki, 1948 (1944)
- Immeuble de la banque de Finlande, Vaasa, 1952 (1943–1945)
- Résidence du personnel de Tiklas, Kotikeidas, Vaasa (1949–1951)[3]
- Bibliothèque et infirmerie de l'école de Lauttasaari, Helsinki (1951–1955)
- Êcole primaire, Lapinlahti, (1952–1954)

### Mémoriaux
- Mémorial aux soldats tués par les Allemands, parc de la vieille église, Helsinki, 1920 (1918)
- Mémorial aux soldats tombés en Estonie, parc de la vieille église, Helsinki, 1923 (1922)
- mémorial aux héros de la guerre, Ylihärmä (1947)